# Borsippa

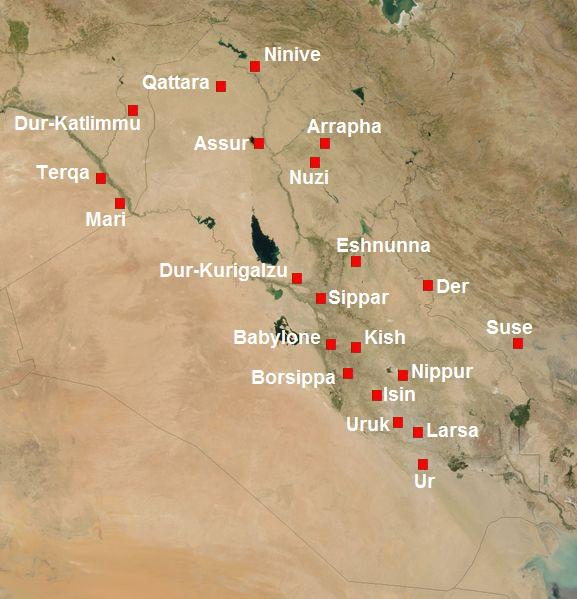
Mezopotámie v 2. tisíciletí př. n. l.

Borsippa (sumersky Ba-ad-DUR-si-a-ab-ba nebo Badursiabba (dosl. „Roh moře“); akkad. 1) Barzipa, 2) Tintir IIkum-KI (dosl. „Druhý Babylon“), 3) Kinnir, Kinunir (dosl. „Místo Zápasu/Bitvy“), v současnosti naleziště Birs Nimrúd, Irák) bylo důležité sumerské starověké město. Leželo na obou stranách jezera asi 18 kilometrů jihozápadně od Babylónu, na východním břehu Eufratu.
Místo se dnes nazývá Birs Nimrúd, spojujíc tak naleziště s bájným biblickým Nimrodem. Místní zikkurat „Věž Jazyka“, dnes jeden z nejnavštěvovanějších zachovalých zikkuratů, je v Talmudu a v arabské kultuře často spojován s biblickou babylonskou věží.
Za vlády amoritských králů (Chamurappiho) byl patronem města akkadský bůh Tutu, později se poručnickým bohem města stal Nabu, „syn“ velkého Marduka z Babylonu, což odpovídalo postavení Borsippy jako nižšího sesterského města vůči Babylonu.

## Historie
Borsippa je zmiňovaná, obvykle v souvislosti s Babylónem, v textech od období III. urské dynastie, přes seleukovské období až po rané islámské texty.
Borsippa byla závislá na Babylonu a nikdy nebyla sídlem autonomní vlády. Od 9. století př. n. l. byla hraničním městem, na jih od ní bylo území chaldejských kmenů.

## Archeologie
Nalezišti dominuje impozantní zřícenina městského zikkuratu E-Zibu, zasvěcenému bohu Nabu, který byl obnažen při vykopávkách, jež začaly r. 1980 pod vedením týmu z rakouské Leopold-Franzens-Universität v Innsbrucku; rakouský tým byl přinucen k návratu domů v roce 2003.
Mnoho tabulek s klínopísmovými záznamy právních a správních předpisů a astronomických pozorování, které vznikly v Borsippě, se ztratilo na černém trhu. Nápis Nabukadnezara II., tzv. „Borsippský nápis“, popisuje, jak Nabukadnezar obnovil chrám Nabu, „chrám sedm sfér“, za použití „cihel z ušlechtilého lazuritu“. Vše muselo být pokryto bohatou modrou glazurou, což jistě nabízelo nezapomenutelný pohled. Rakouští archeologové objevili, že Nabukadnezarův zikkurat zahrnoval i ruiny menší věže z druhého tisíciletí př. n. l. Po dokončení zikkurat dosáhl celkové výšky téměř 71 metrů, v sedmi terasách, a i jeho trosky se stále tyčí do obdivuhodných 53 metrů nad jinak dokonale plochou rovinou.
Již byly objeveny i některé klínopisné tabulky, ale archeologové stále doufají v nalezení chrámového archivu. Podle něj byly udělány některé kopie textů již nalezené v jiných lokalitách, takže případný nález by znamenal výrazné obohacení našich znalostí. Byl nalezen základní kámen zikkuratu, s nápisy které popisují Nabukadnezarův plán. Podle něj měl být borsippský zikkurat postaven ve stejném stylu jako babylonský – z toho se zachovaly pouze základy. Podle jiného nápisu Nabukadnezar prohlásil, že věž Nabuova chrámu se „bude nebes dotýkat“.